# Dyle et Bacalan DB-70
Die Dyle et Bacalan DB-70 ist ein französisches Passagierflugzeug am Anfang der 1930er Jahre. Von ihr entstand ein Exemplar, das von Société Aérienne Bordelaise (SAB), der Flugzeugbausparte des Unternehmens Dyle et Bacalan, in Bordeaux gebaut wurde, weshalb es auch als SAB DB-70 bezeichnet wird. Sie diente als Ausgangsmuster für den schweren, viermotorigen Bomber AB-20.

## Konstruktion
Die DB-70 ist ein abgestrebter Ganzmetall-Eindecker in Doppelrumpfauslegung mit einem dazwischen liegenden Mittelstück, aus dem ein weiteres kurzes Rumpfstück mit der Besatzungskabine ragt. Das Mittelteil beherbergt eine große Fluggastkabine mit 5 m Länge, 3 m Breite und 1,88 m Höhe. In die beiden Außenrümpfe sind kleinere, 5,35 m lange und 1,80 breite Kabinen integriert. Alle Passagierräume sind durch einen im vorderen Bereich verlaufenden Gang verbunden, ein weiterer davor in der Flügelvorderkante liegender dient der Besatzung zur Kontrolle der an den drei Rumpfbugs installierten Antriebe. An den Enden der beiden äußeren Rümpfe befindet sich ein freitragendes Doppelleitwerk mit durchgehender Höhenflosse. Die beiden äußeren, im Grundriss viereckigen und mit Randbögen versehenen Tragflächen mit gleichbleibenden Profil werden durch je zwei zu den unteren Außenrümpfen verlaufenden Streben abgestützt. Die drei überkomprimierten Hispano-Suiza-Triebwerke sind mit Untersetzungsgetrieben ausgestattet und besitzen eine Gesamtleistung von 1800 PS.
Das Hauptfahrwerk der DB-70 ist starr ausgeführt und hydraulisch abgefedert. Es verfügt über zwei abbremsbare Doppelräder mit den Maßen 1300 × 275 mm. An den beiden Hecks ist je ein Schleifsporn angebracht.

## Technische Daten

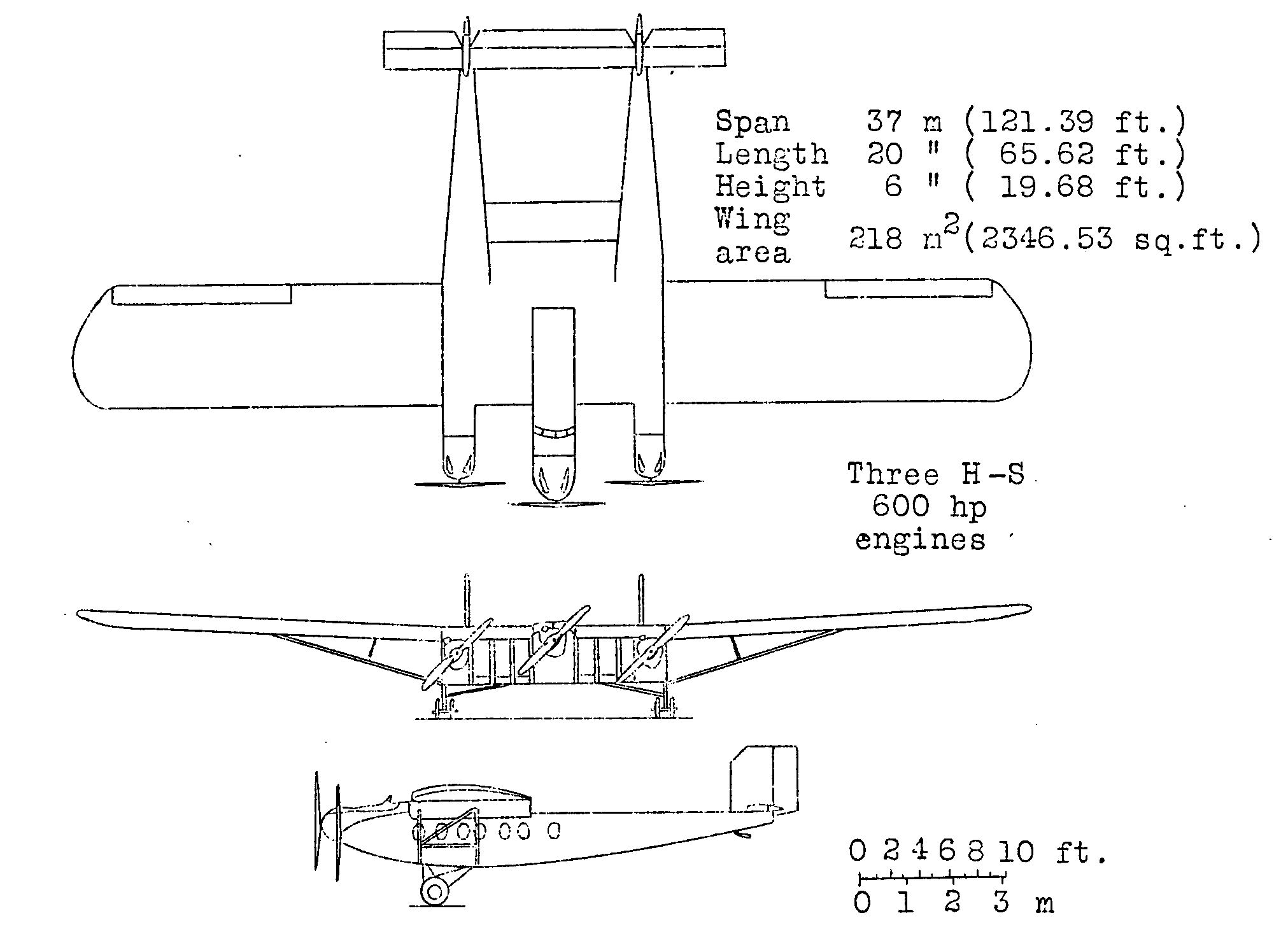
Dreiseitenansicht

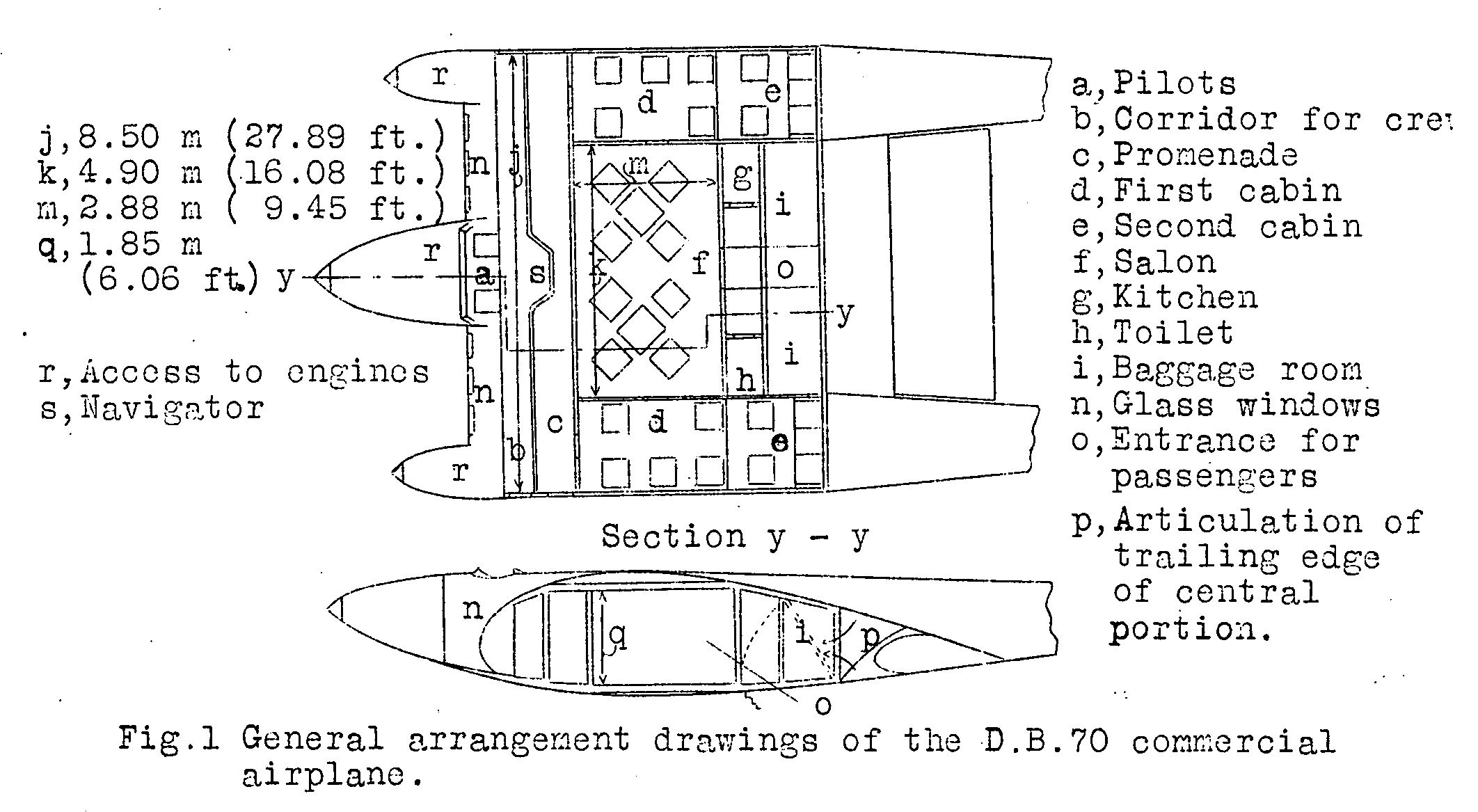
Kabinenanordnung der DB-70

| Kenngröße             | Daten                                                                 |
| --------------------- | --------------------------------------------------------------------- |
| Fluggäste             | 28                                                                    |
| Spannweite            | 37 m                                                                  |
| Länge                 | 20 m                                                                  |
| Höhe                  | 6 m                                                                   |
| Flügelfläche          | 218 m²                                                                |
| Flügelstreckung       | 6,28                                                                  |
| V-Stellung            | 3°                                                                    |
| Flächenbelastung      | 60 kg/m²                                                              |
| Leistungsbelastung    | 7,2 kg/PS                                                             |
| Rüstmasse             | 7.600 kg                                                              |
| Zuladung              | 5.400 kg                                                              |
| Nutzlast              | 2.900 kg                                                              |
| Startmasse            | 13.000 kg                                                             |
| Antrieb               | drei wassergekühlte V-Motoren Hispano-Suiza 12Lbr, je 600 PS (441 kW) |
| Höchstgeschwindigkeit | 195 km/h in Bodennähe                                                 |
| Reisegeschwindigkeit  | 180 km/h                                                              |
| Gipfelhöhe            | 3.500 m                                                               |
| Reichweite            | 1.000 km                                                              |